# Église simultanée Saint-Jacques-le-Majeur de Dettwiller
L'église simultanée Saint-Jacques-le-Majeur est un monument historique situé à Dettwiller, dans le département français du Bas-Rhin en région Grand Est.

## Localisation
Ce bâtiment est situé place de l'Église à Dettwiller.

## Historique
En 1445, les Armagnacs mettent le feu à l'église où se sont réfugiés les habitants.
L'édifice fait l'objet d'une inscription au titre des monuments historiques depuis 1936.

## Architecture

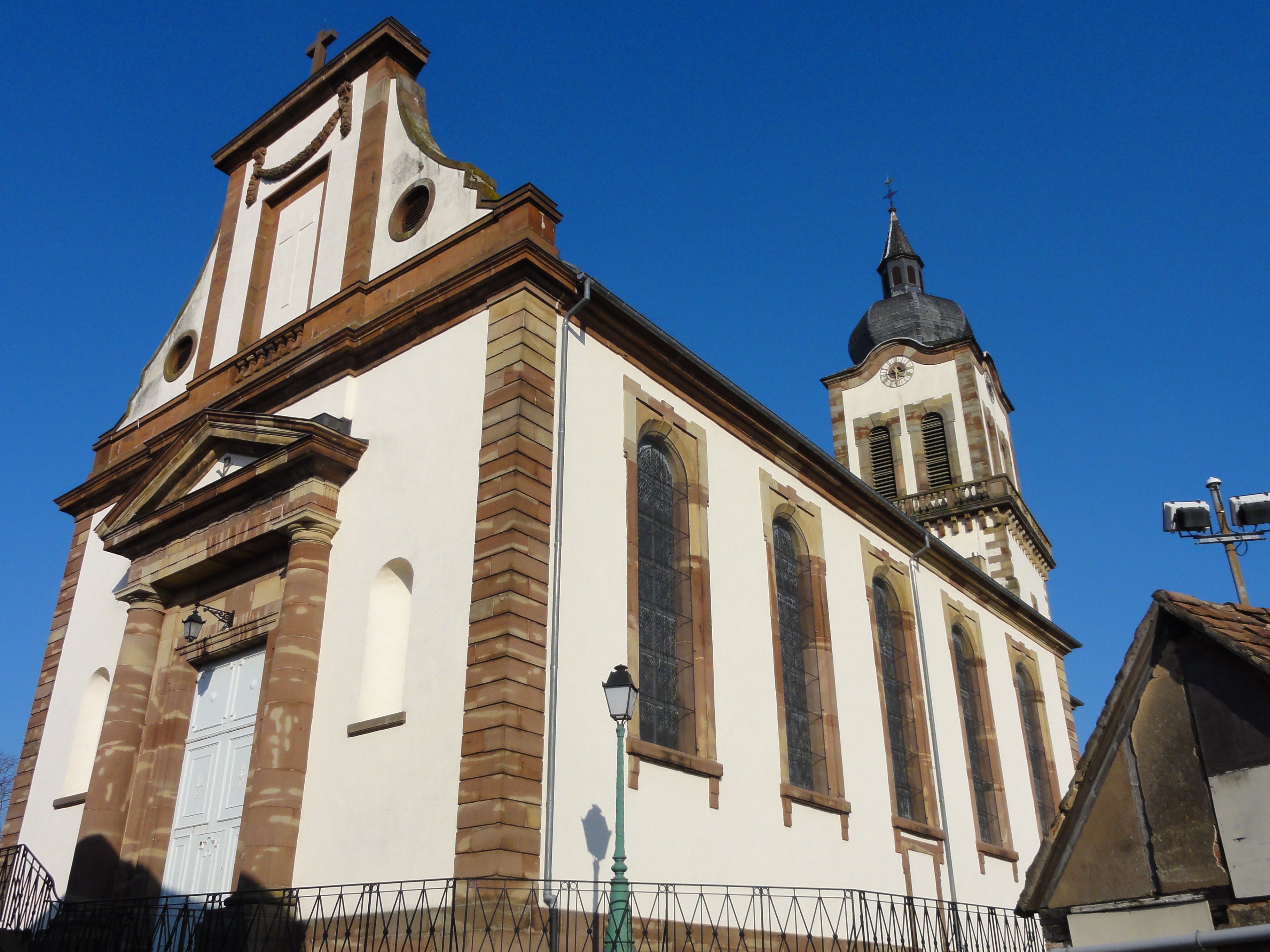
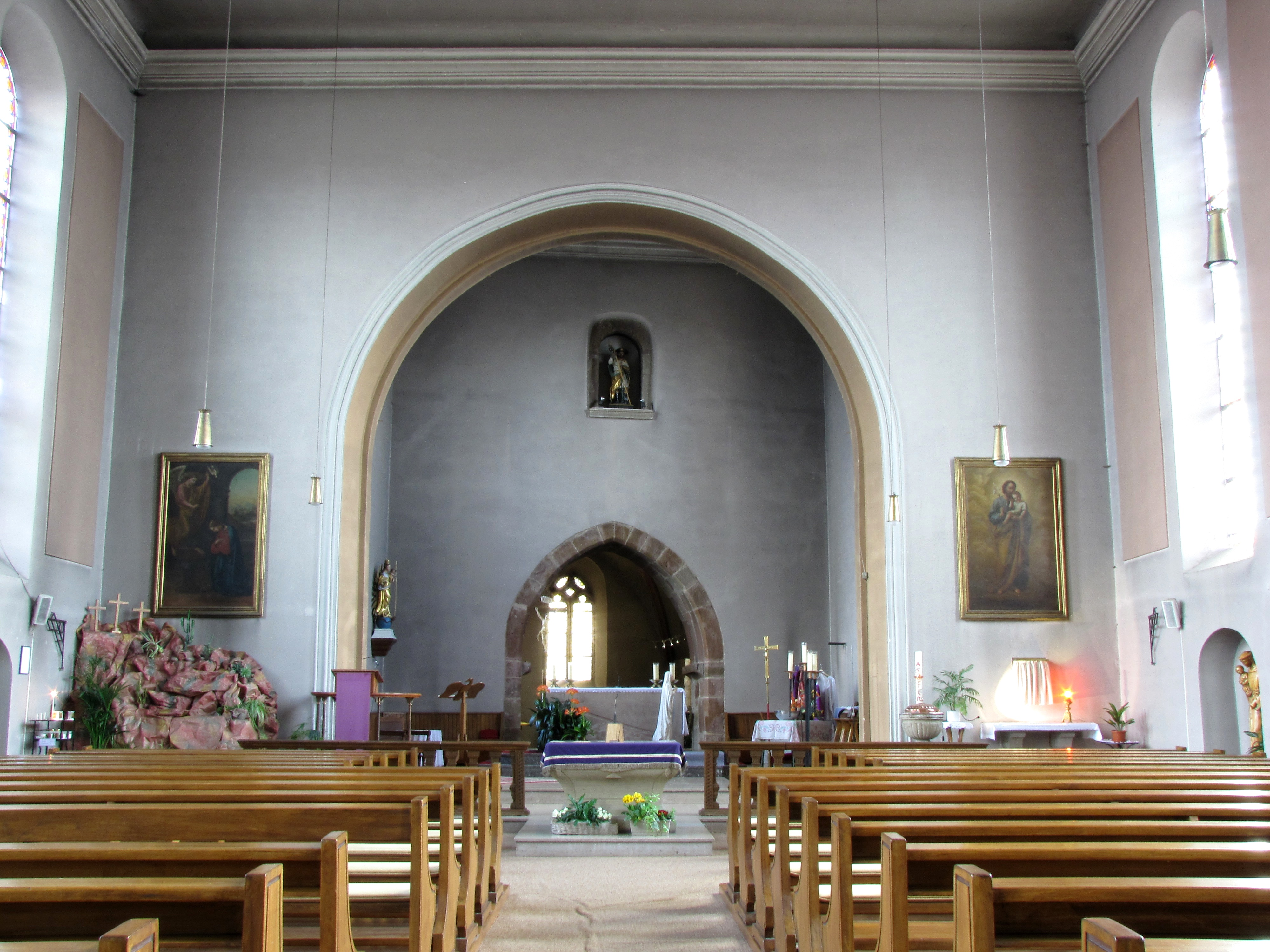
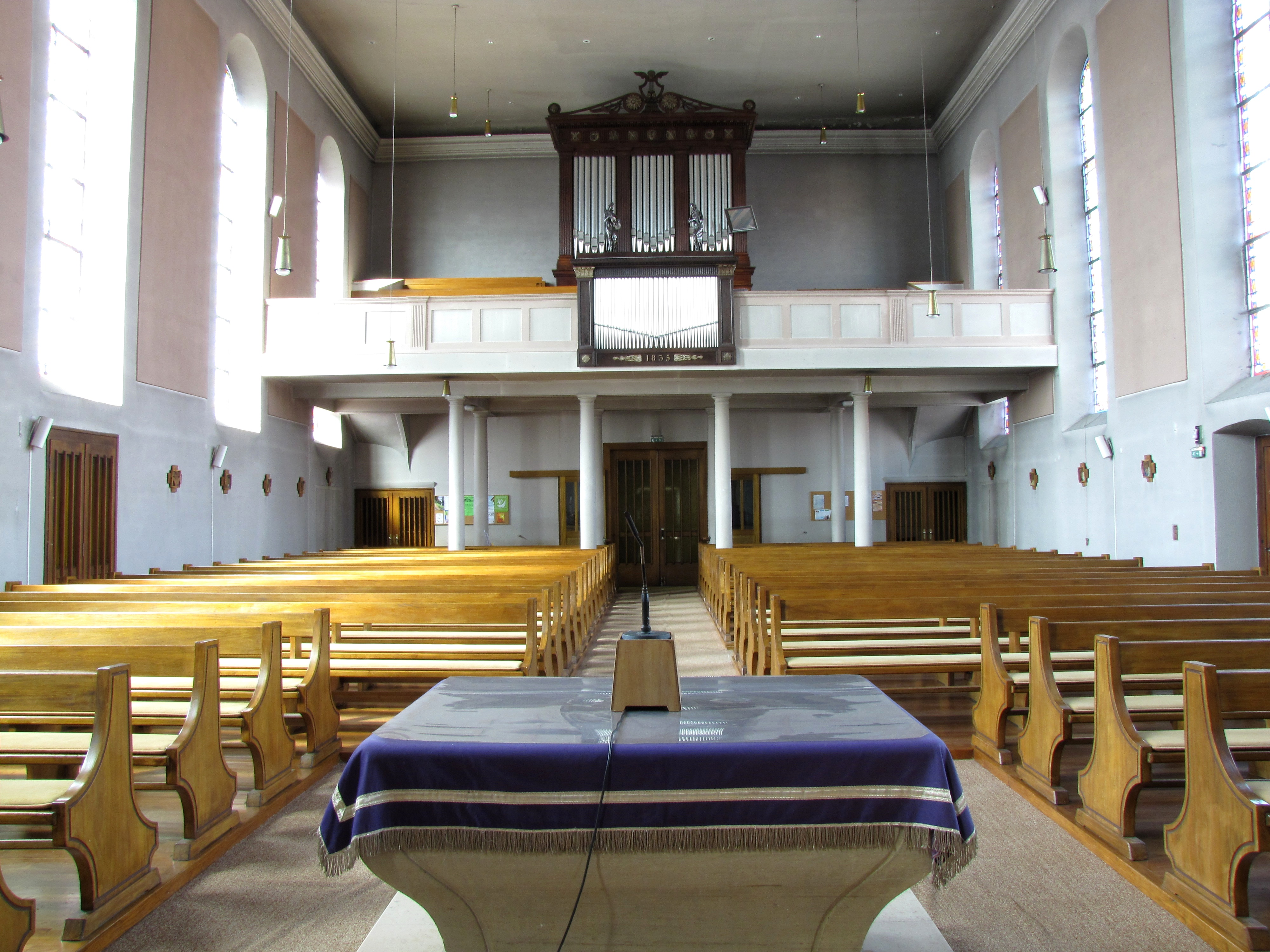
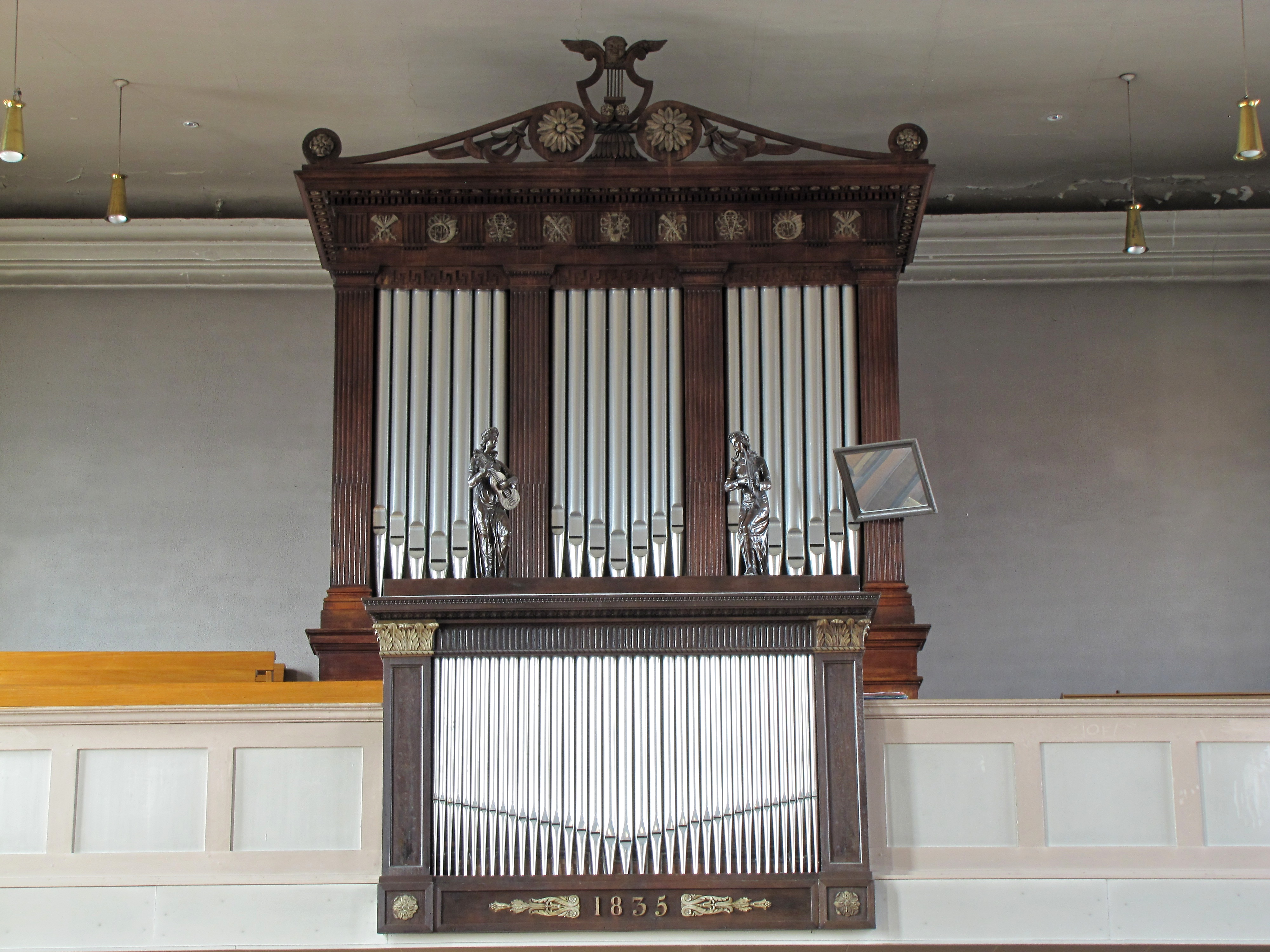
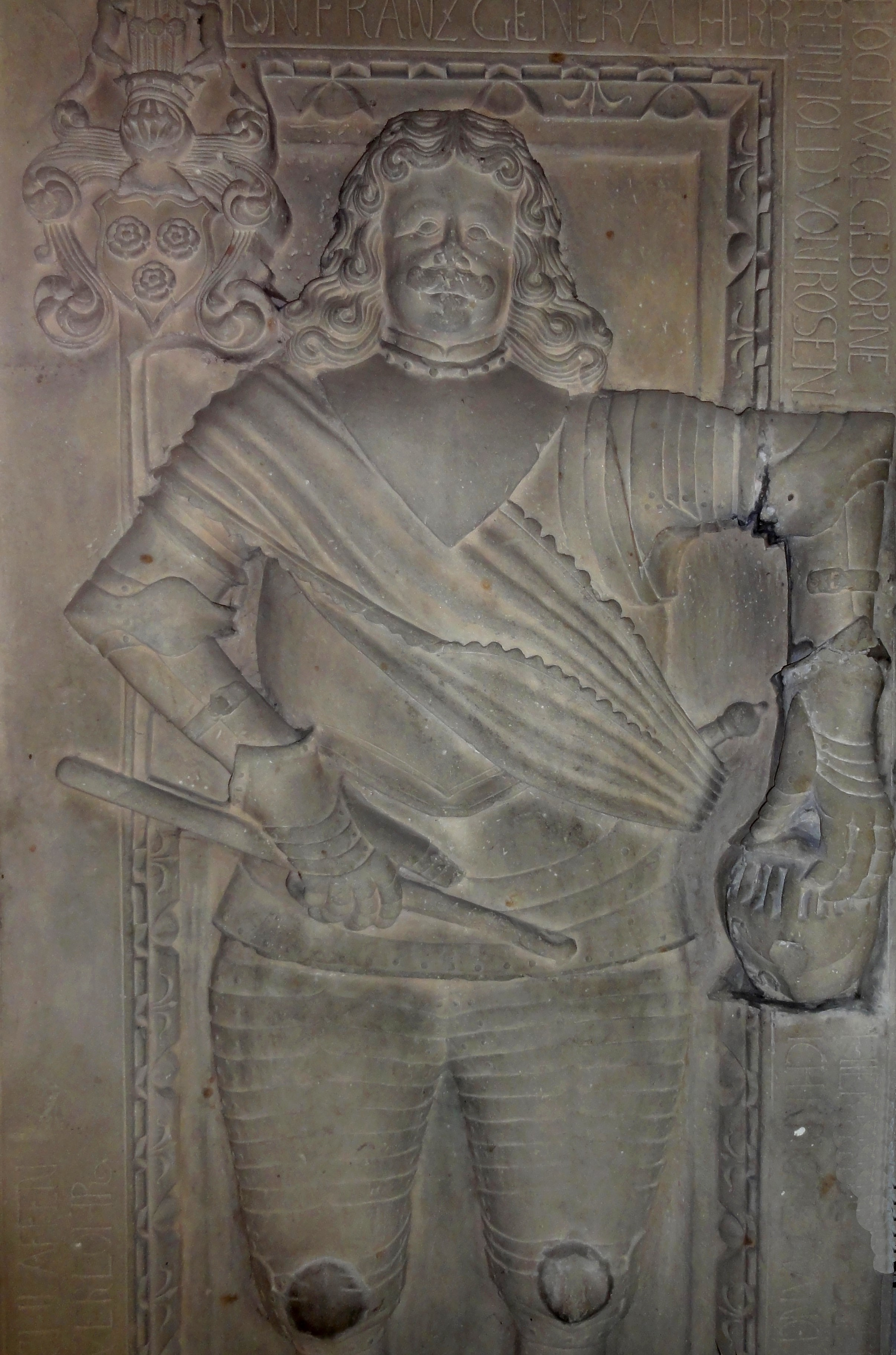
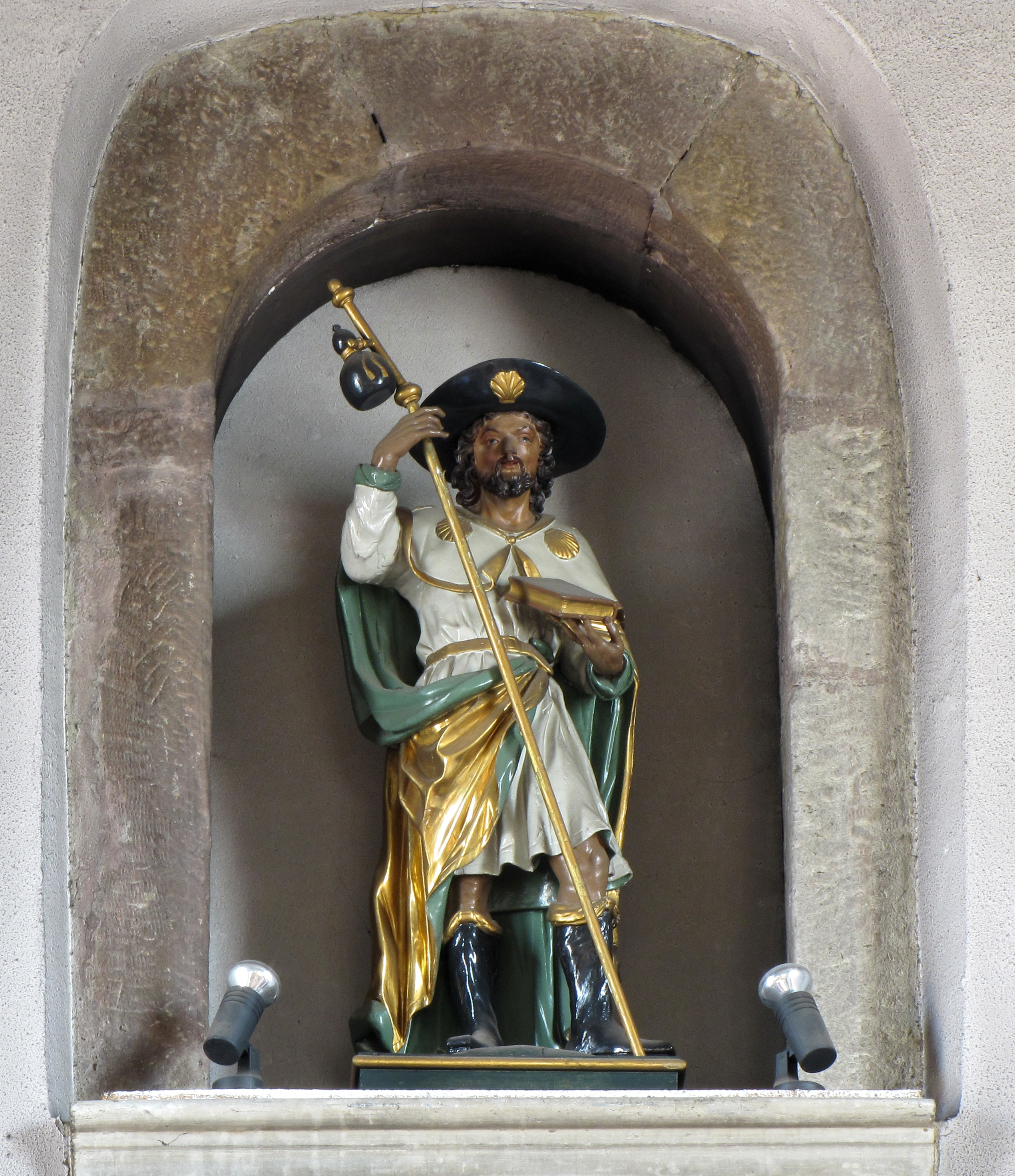